# Easy Money (film fra 1917)
Easy Money er en amerikansk stumfilm fra 1917 af Travers Vale.

## Medvirkende
- Ethel Clayton som Lois Page.
- John Bowers som Richard Chanslor.
- Frank Mayo som Robert Hildreth.
- Louise Vale som Lily Lorraine.
- Jack Drumier som Peter K. Chanslor.